# Iben Mondrup

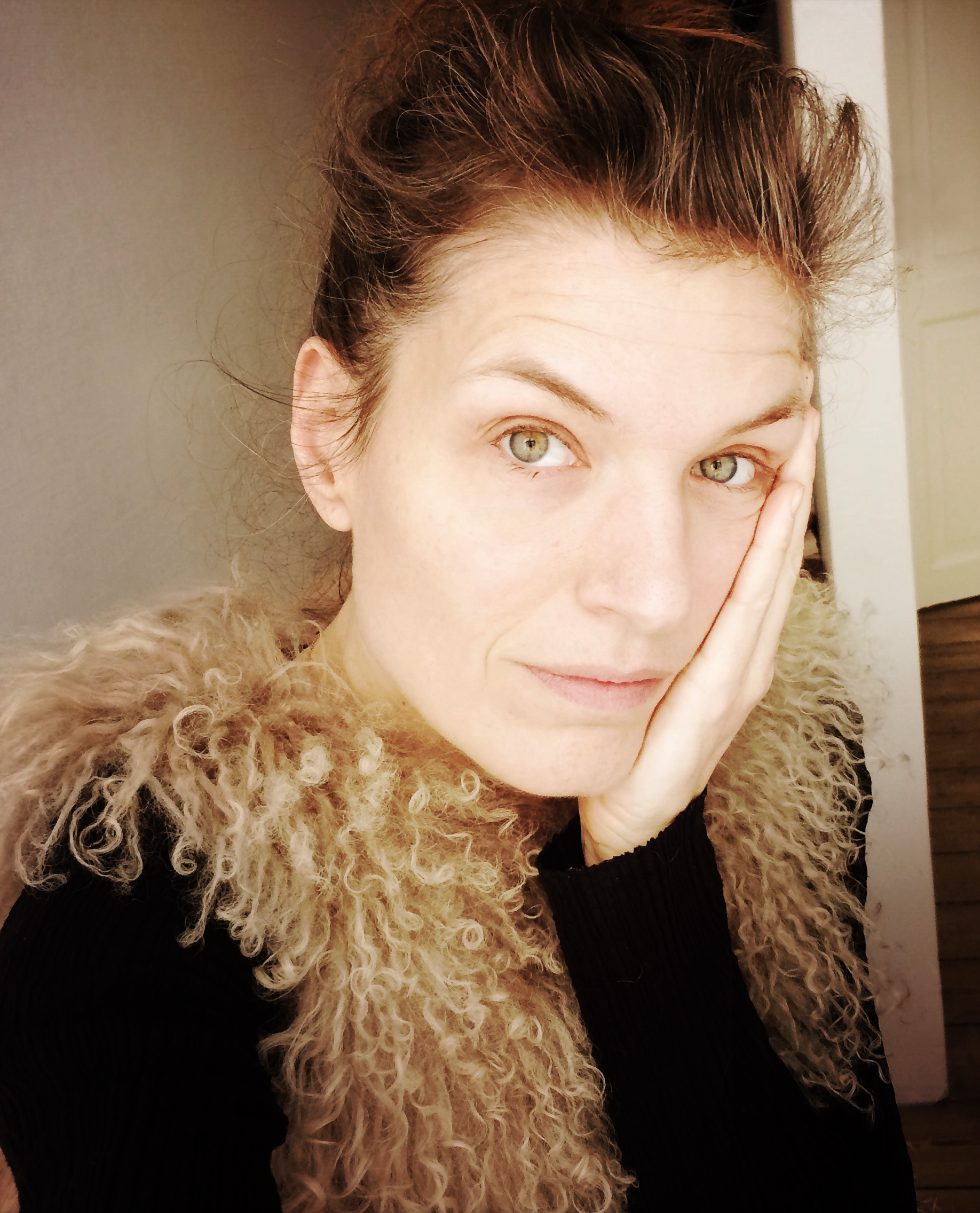
Iben Mondrup

Iben Mondrup (* 26. September 1969 in Kopenhagen) ist eine dänische Schriftstellerin.

## Leben
Im Alter von 7 Jahren zog sie mit ihrer Familie nach Godhavn. Fünf Jahre später zogen sie nach Nuuk um. Mit 17 zog sie gemeinsam mit ihrem grönländischen Freund und späteren Ehemann nach Dänemark.
Sie hat eine Tochter und lebt in dem Kopenhagener Stadtteil Vesterbro. Ein Studium der Bildhauerei schloss sie 2003 an der Det Kongelige Danske Kunstakademi ab.
Als Schriftstellerin debütierte sie 2009 mit dem Roman Ved slusen, der bei dem grönländischen Verlag milik publishing erschien. Ihre folgenden vier Romane wurden von Gyldendal verlegt. 2015 wurde sie für ihren Roman Godhavn mit dem DR Romanpreis ausgezeichnet.

## Bibliografie
- Ved slusen. Milik, 2009, ISBN 978-87-91359-59-0.
- En to tre – Justine. Gyldendal, 2012, ISBN 978-87-02-12062-2.
- Store Malene. Gyldendal, 2013, ISBN 978-87-02-14445-1.
- Godhavn. Gyldendal, 2014, ISBN 978-87-02-16479-4.
- Karensminde. Gyldendal, 2016, ISBN 978-87-02-20654-8.
- Vi er brødre. Gyldendal, 2020, ISBN 978-87-02-30217-2.
- Tabita. Politikens Forlag, 2020, ISBN 978-87-400-5917-5.
- Vittu. Politikens Forlag, 2022, ISBN 978-87-400-6465-0.